# Camp del Guinardó
Lo stadio Guinardó è stato uno stadio di calcio situato a Barcellona, in Spagna. È stato inaugurato l'8 dicembre 1923. Nel 1942 e nel 1960 è stato ristrutturato e ha ospitato le partite di calcio di serie minori fino al 1964.